# Incendio a Dervio del 1883
L'incendio di Dervio del 1883 fu un tragico evento avvenuto a Dervio la sera del 24 giugno 1883, che provocò la morte di 51 persone per intossicazione da fumi e per ustioni.
All'interno di uno studio sulla sicurezza dei teatri pubblicato nel 1888, l'incendio di Dervio venne inserito nell'elenco dei 30 casi con il maggior numero di vittime tra il 1772 e il 1887.

## Antefatti
Per la sera di domenica 24 giugno, festività di san Giovanni Battista, venne organizzata una rappresentazione con marionette de Il martirio di santa Filomena. Il luogo della rappresentazione era uno stanzone di circa 40 metri quadrati, posto al piano superiore di una cascina di fronte alla trattoria Sollievo (oggi via Armando Diaz); al piano inferiore c'era una stalla con fieno.
Il pubblico era formato da circa cento persone, soprattutto donne e bambini.

## Dinamica degli eventi

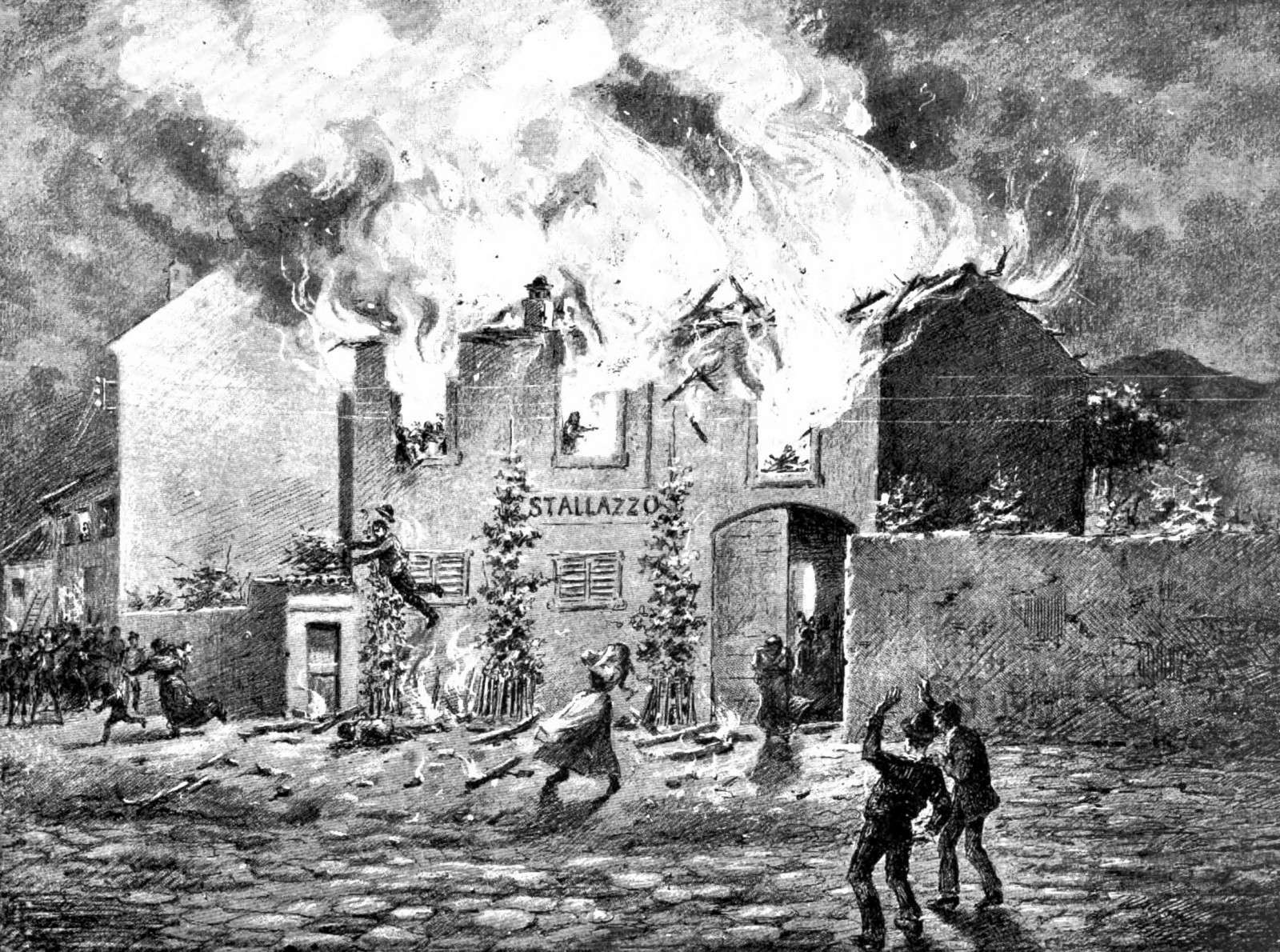
Scoppio dell'incendio

Al culmine della rappresentazione, con  l'apoteosi della santa, il marionettista utilizzò bengala che provocarono alcune fiamme. Il Sartirana gridò «Al fuoco!», ma gli spettatori inizialmente pensarono che fosse parte dello spettacolo. Pochi ebbero la prontezza di utilizzare le finestre per salvarsi; molti si diressero alla porta d'uscita, in parte ostruita da un tavolino.

## Vittime

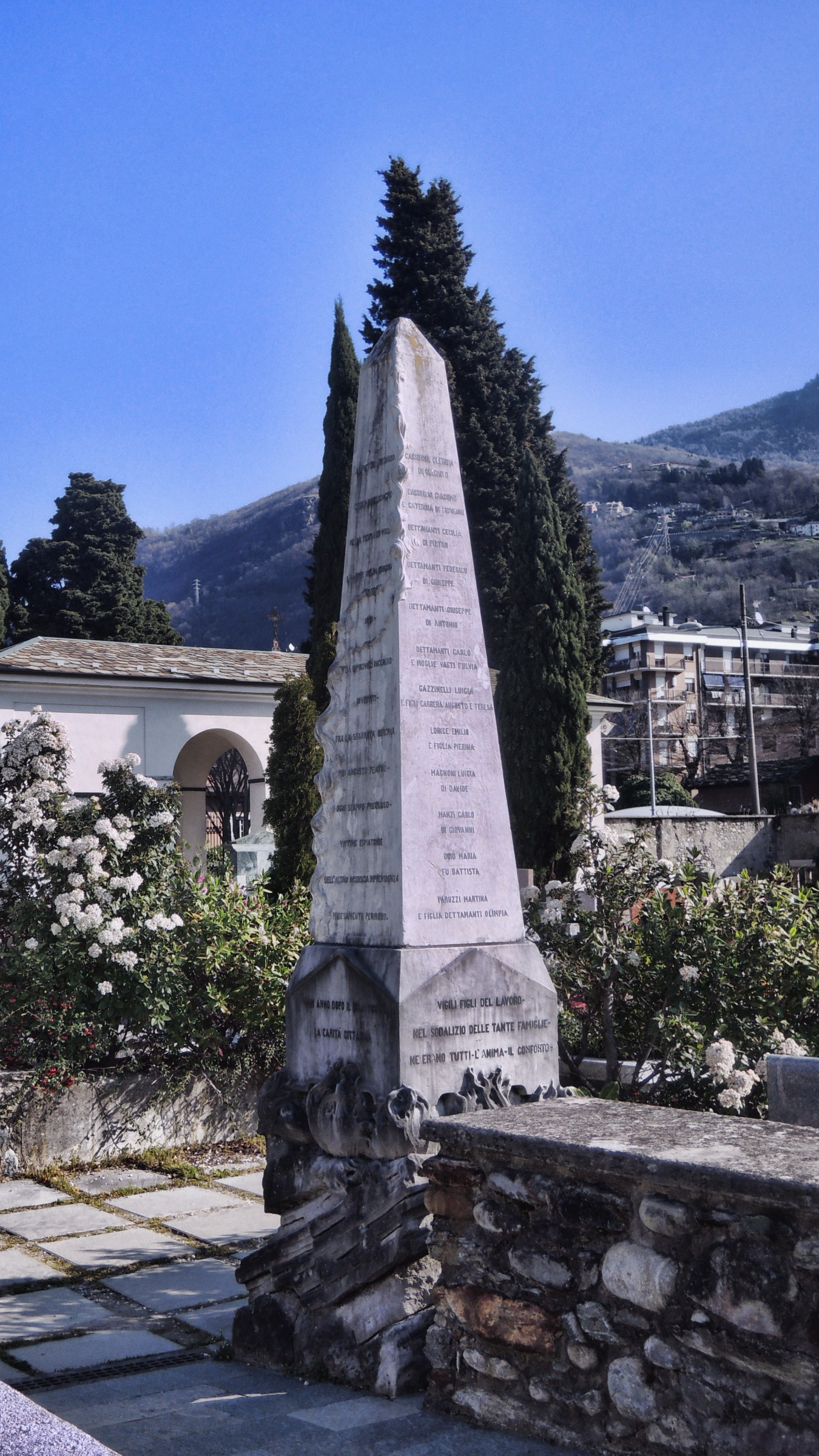
Monumento a ricordo delle vittime dell'incendio (1884)

Si contarono 51 morti su 940 abitanti.
1. Antonio Alippi (11), scolaro
2. Corinna Andreani (6), scolara
3. Ottorina Andreani (14), casalinga
4. Alessio Balbiani (56), assessore comunale
5. Anselmina Balbiani (10), scolara
6. Caterina Buzzi (46), giornaliera
7. Paola Buzzi (68)
8. Quirico Buzzi (52)
9. Augusto Carrera (1)
10. Teresa Carrera (7), scolara
11. Caterina Cassinoni (11), scolara
12. Giacomo Cassinoni (17), cartaio
13. Olfrida Cassinoni (18), filatrice
14. Elisabetta Castelli (34), filatrice
15. Rachele Castelli (25), giornaliera
16. Giovanni Cattaneo (62), sarto
17. Rosina Cattaneo (7), scolara
18. Maria Cereda (21), cucitrice
19. Carlo Dettamanti (47), calzolaio
20. Cecilia Dettamanti (19), filatrice
21. Federico Dettamanti (11), scolaro
22. Giuseppe Dettamanti (12)
23. Olimpia Dettamanti (19), filatrice
24. Luigia Ganzinelli (33), casalinga
25. Pierina Gottardi (8), scolara
26. Luigia Locatelli (55), cucitrice
27. Emilio Lorice (32), fabbro ferraio
28. Pierina Lorice (5), scolara
29. Luigi Magnoni (10), scolaro
30. Carlo Manzi (13), giornaliero
31. Maria Orio (44), casalinga
32. Giovanni Paruzzi (13)
33. Martina Paruzzi (60), casalinga
34. Angela Raimondi (35), casalinga
35. Angiola Ravellia (22), filatrice di seta
36. Carlo Ravellia (29), calzolaio
37. Eufrasia Ravellia (15), filatrice di seta
38. Gerolamo Ravellia (63), messo
39. Maria Ravellia (35), casalinga
40. Virginia Ravellia (18), filatrice di seta
41. Giulia Ronzoni (52), moglie del Sartirana
42. Giuseppe Rusconi (12), scolaro
43. Maddalena Tagliaferri (37)
44. Celeste Torri (15), bracciante
45. Geremia Torri (57)
46. Edvige Vasti (36), casalinga
47. Fulvia Vasti (55), giornaliera
48. Anacleto Venini (5)
49. Rosa Venini (22), operaia giornaliera
50. Domitilla Viglienghi (15)
51. Virginio Vitali (24), cartaio

Nel cimitero di Dervio è presente un monumento a ricordo delle vittime dell'incendio.

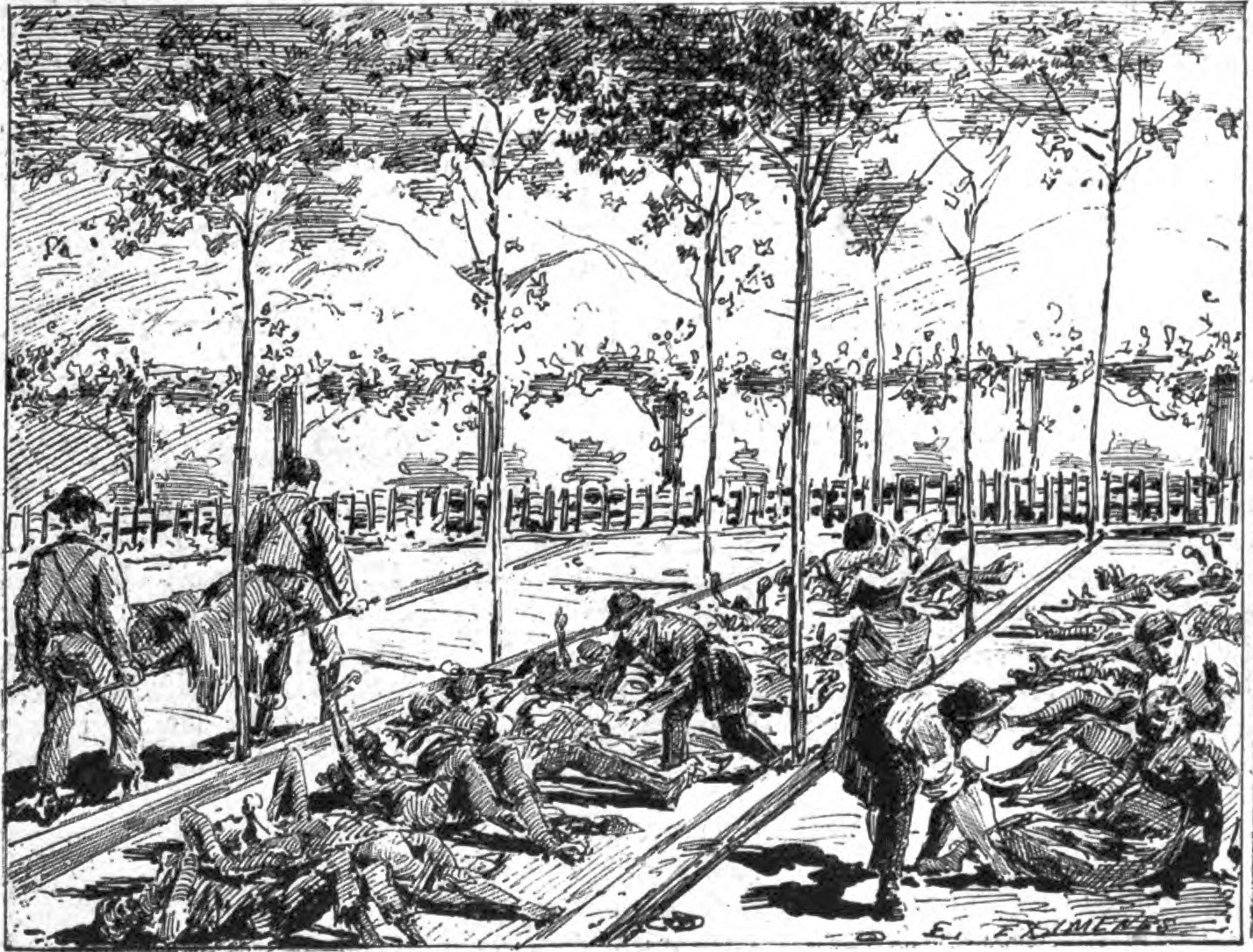
I cadaveri deposti per il riconoscimento
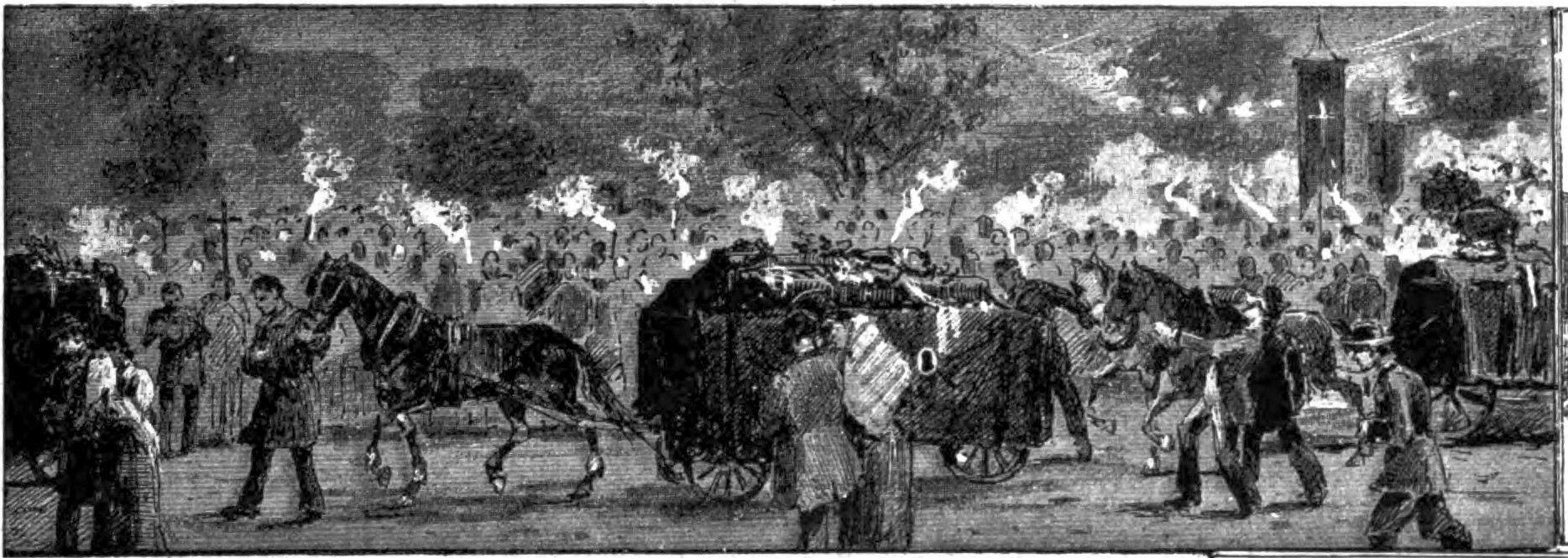
Funerali
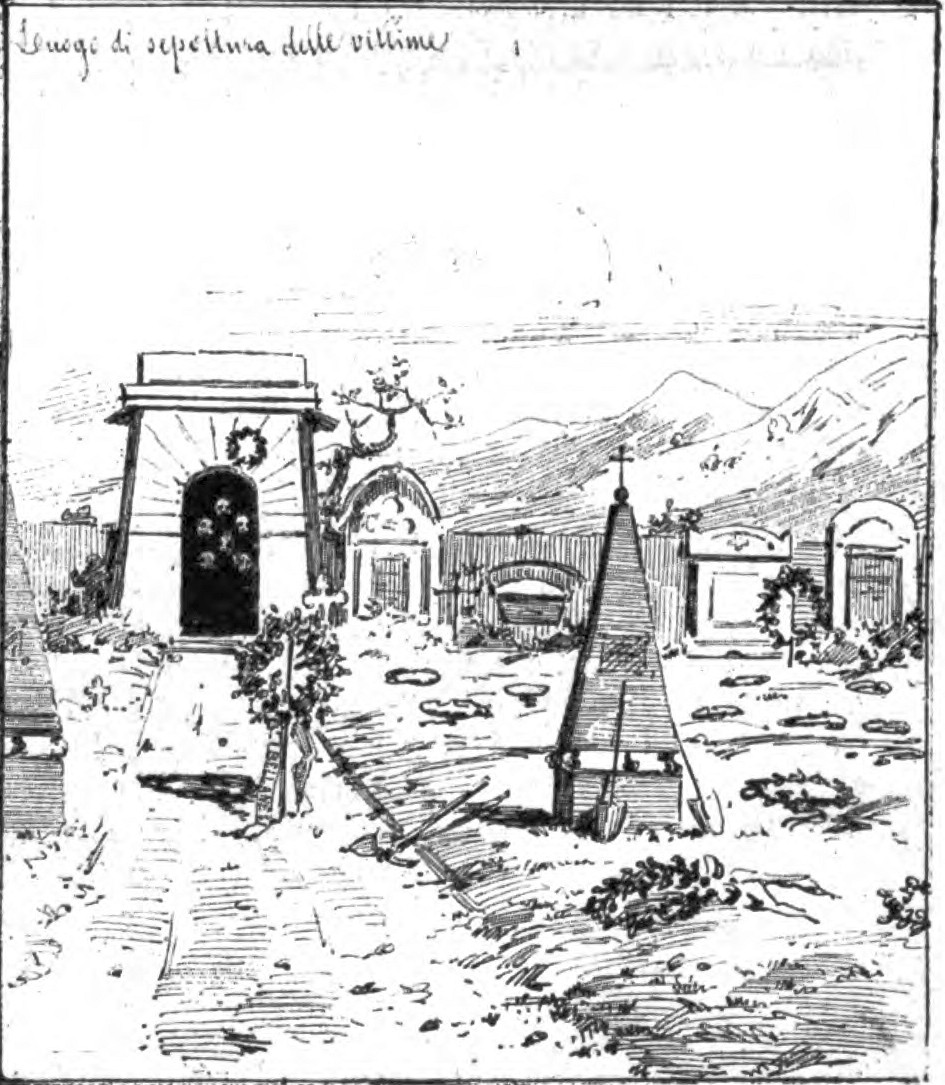
Luogo di sepoltura delle vittime

## Conseguenze
Il 26 giugno ci fu un'interrogazione del deputato Giuseppe Merzario ad Agostino Depretis, presidente del Consiglio dei ministri e ministro dell'interno.
Lo stesso giorno, per ordine della prefettura di Como, il sindaco Antonio Porta fu sospeso dalle sue funzioni.
La tragedia acuì le tensioni tra le fazioni politiche. Già nei giorni precedenti all'incendio alcuni quotidiani segnalarono come il parroco don Fogliani durante la predica avesse accusato i membri della giunta di essere «ubriachi, massoni, ignoranti, ladri» per aver utilizzato l'oratorio di San Quirico per le elezioni politiche e per il passaggio di truppe.
Il 15 dicembre 1883 si concluse il processo contro l'ex sindaco Antonio Porta, accusato di negligenza e imprevidenza, e contro il marionettista Sartirana. Per l'ex sindaco fu stabilito il non luogo a procedere, mentre il Sartirana fu condannato a una multa. Il marionettista, che aveva perso tutto nell'incendio, fu poi graziato dal re Umberto I.